# オロフレ峠
オロフレ峠（オロフレとうげ）は、北海道有珠郡壮瞥町と登別市の境にある峠。
「オロフレ」とはアイヌ語の「オロフレペツ」（水中赤き川、その中が・赤い・川） が名前の由来となっている。

## 概要
支笏洞爺国立公園内にあり、洞爺湖（洞爺湖温泉・有珠山・昭和新山など）と登別（カルルス温泉・登別温泉・倶多楽湖など）の観光地を結ぶルートとなっており、オロフレ山（標高1,230m）の肩を通っている。
1988年（昭和63年）10月8日、峠下方にオロフレトンネル（全長935m）が開通して通年通行が可能になった。ただし、11月から4月までの夜間（17時～9時）は通行止めとなる。
オロフレトンネルの壮瞥側にはオロフレ駐車公園が設置されている。また、黄渓駐車場はビューポイントになっている。

## オロフレ峠展望台
旧道の頂上部にあるオロフレ峠展望台へは壮瞥側から向かうことができるが、冬期間（概ね11月～6月）は終日通行止めとなる。大観望とも呼ばれる展望台から晴れた日には倶多楽湖・太平洋・洞爺湖・羊蹄山などを見渡すことができる。かつてはレストハウスや売店が設置されていたが、現在は駐車場とトイレのみがある。
オロフレ山への登山口にもなっており、頂上までの標高差は300m程で気象条件などが良い場合は登り90分、下り60分ほどで登頂できる。また、標高2,000mクラスの山々に咲く高山植物も多く見られ、シラネアオイの咲く山でもある。
展望台下の絶壁は粘土質変質岩が露出し、斜面崩壊が起こる軟弱な地盤になっており「北海道地質百選」に選定されている。

## オロフレ峠が登場する（ロケ地となった）作品
- テレビドラマ『西部警察 PART-II』1982年

日本全国縦断ロケの一環として行われ、乗用車を峠から突き落とす撮影が行われた。

## 参考画像

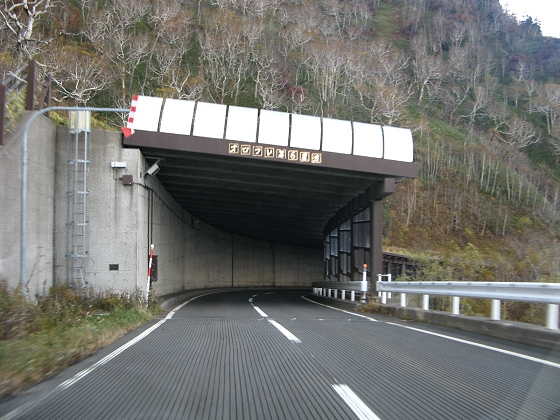
オロフレ第6覆道（2006年9月）
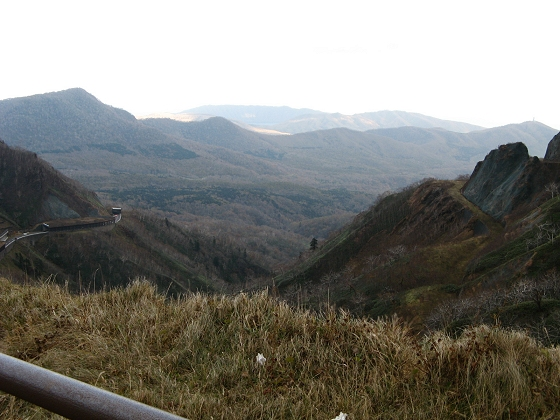
オロフレ峠展望台（大観望）から登別方面を望む。画像左に見えるのが現道、画像右に見えるのが旧道の跡（2006年9月）
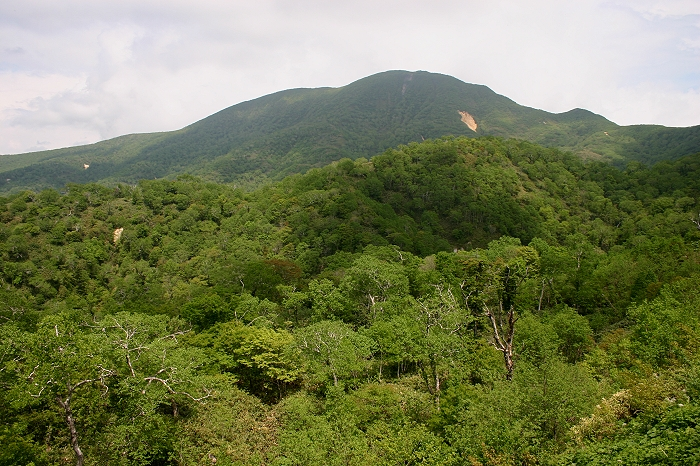
オロフレ山（2012年6月）